# باسيندالي

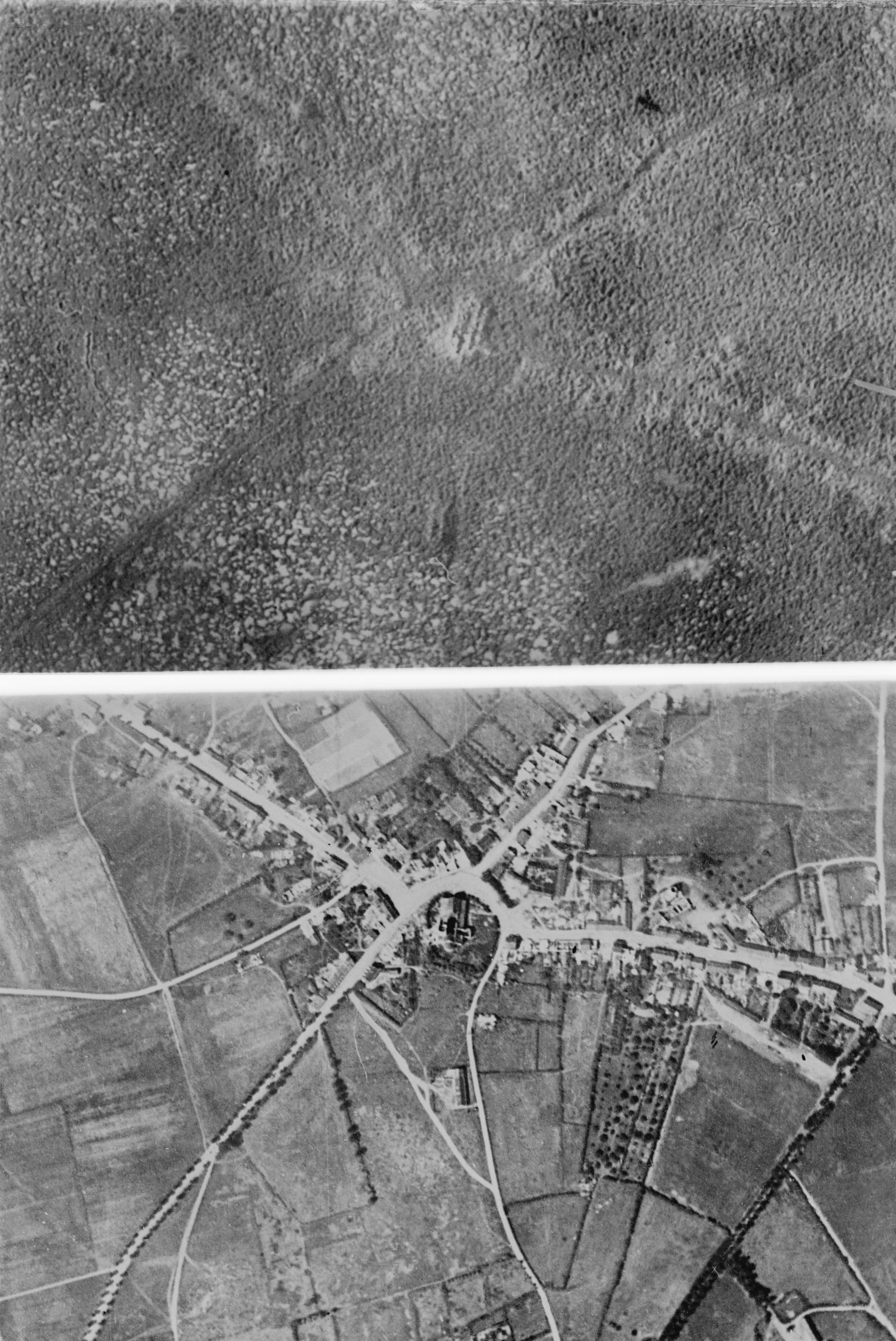
بسندالة قبل وبعد الحرب العالمية الأولى

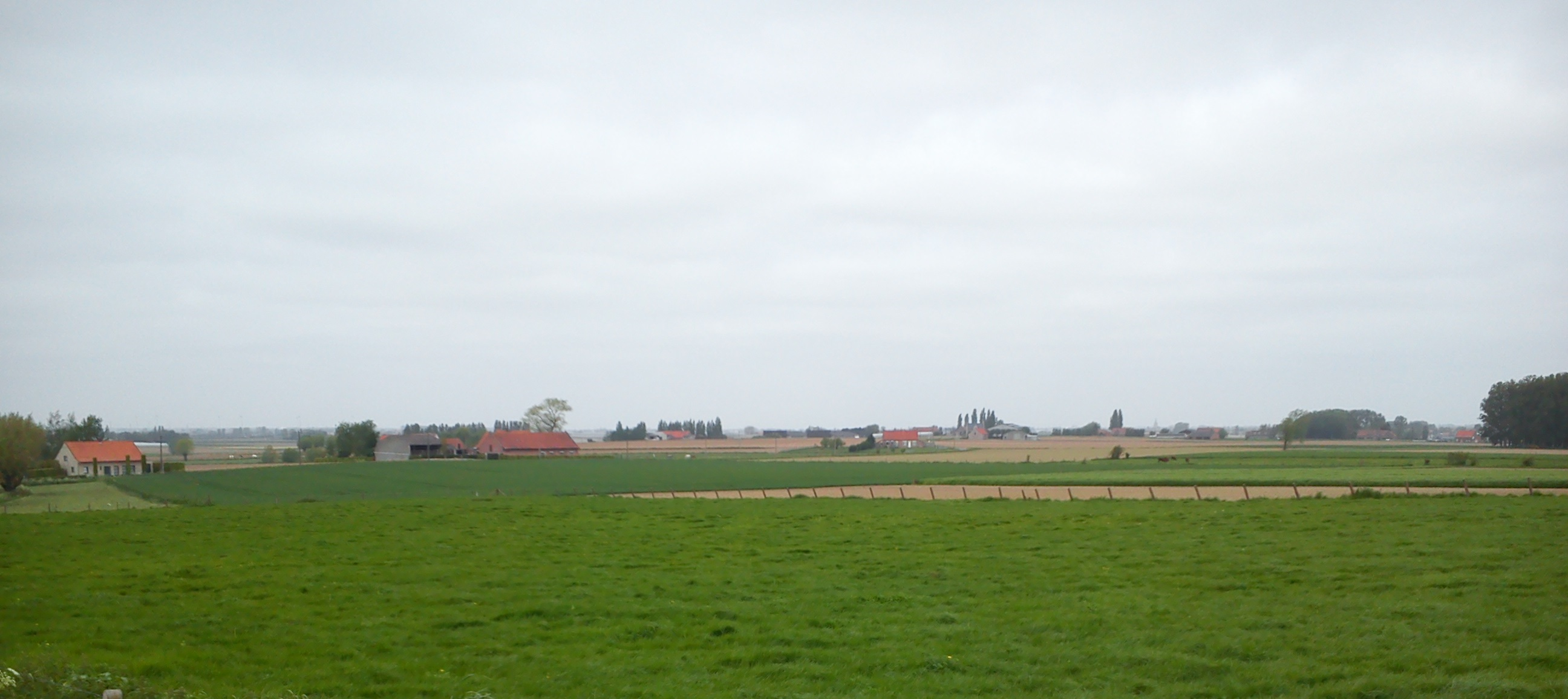
حقول بسندالة اليوم

بسندالة (تنطق بالهولندية: [ˈpɑsə(n)daːlə]) أو Passchendaele (obsolete spelling, retained in لغة إنجليزية) هي هي قرية ريفية في مقاطعة فلاندرز الغربية في بلجيكا. وهي قريبة من بلدة ييبريز الواقعة على نتوء جبلي يفصل الأراضي الرطبة التاريخية في واديي ييسر ولييي. وقد اشتهرت لكونها ساحة معركة وقعت خلال الحرب العالمية الأولى وهي معركة باشنديل.

## مشاهد

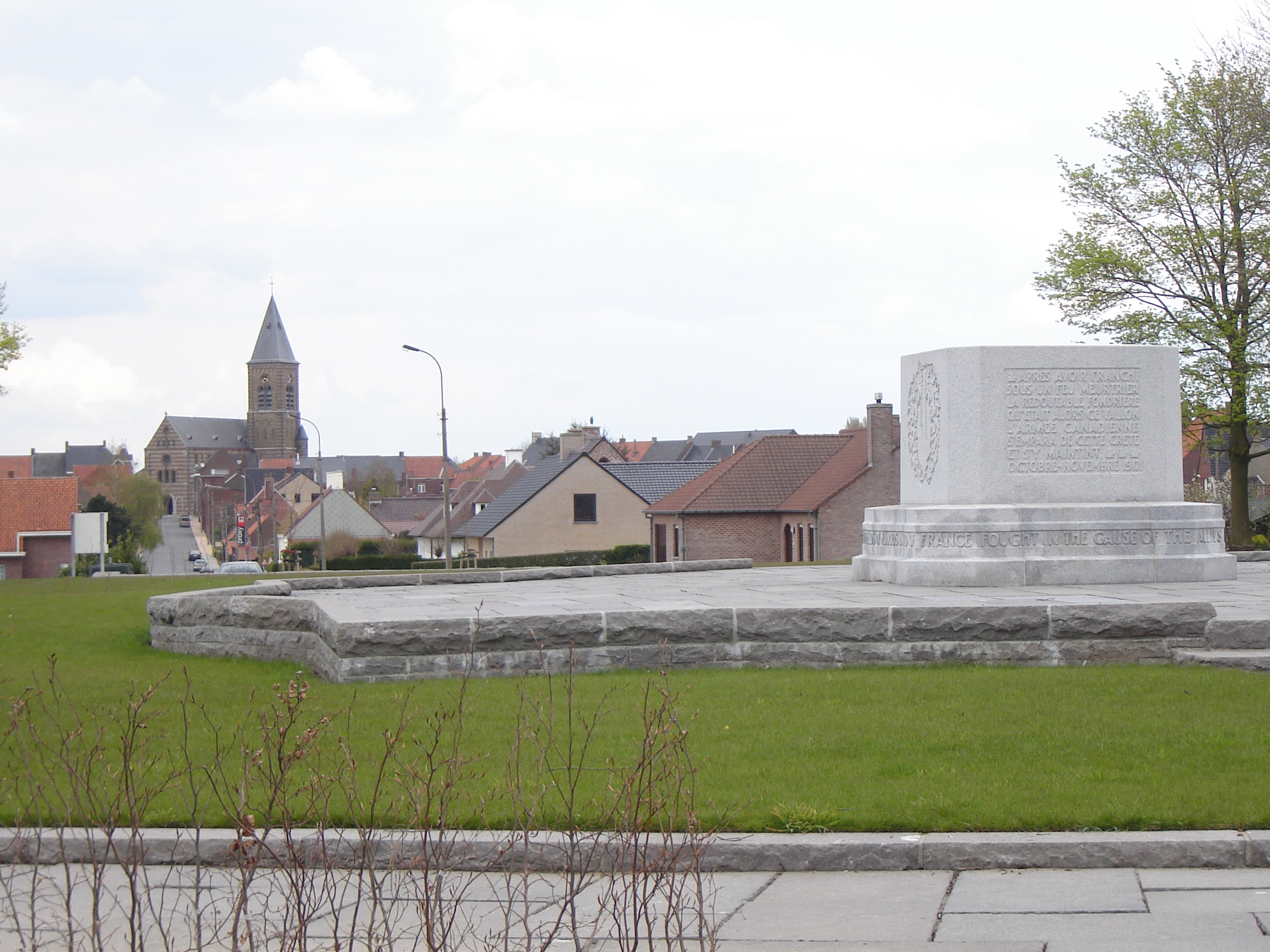
تذكار الفيلق الكندي

توجد عدّة مقابر لمحاربي الدول المختلفة في المنطقة، منها مقبرة دول الكومنولث والتي تعد أكبر مقبرة لدول الكومنولث في العالم والمقبرة البريطانية الجديدة والنصب التذكاري الكندي والنصب التذكاري للقوات النيوزيلندية. كما تستضيف القرية متحف الحرب وعدة نصب تذكارية مخصصة لمختلف الجنسيات التي شاركت في معركة ملحمية في الحرب العالمية الأولى.
كل عام، تستضيف بسندالة عدداً من الفعاليات والمعارض التذكارية. كانت فعاليات عام 2008 تمثل الذكرى 90 لنهاية الحرب العالمية الأولى.

## منتجات محلية
اشتهرت قرية بسندالة بإنتاج جبنة بسندالة، وتستضيف مهرجاناً سنوياً للجبنة في شهر آب (أغسطس). كما تنتج بيرة تعرف باسم باشيندايلي.